# Ecsenius pardus
Ecsenius pardus är en fiskart som beskrevs av Springer, 1988. Ecsenius pardus ingår i släktet Ecsenius och familjen Blenniidae. Inga underarter finns listade i Catalogue of Life.